# Де Лауретис, Тереза
Тереза де Лауретис (итал. Teresa de Lauretis; род. 29 ноября 1938, Болонья, Италия) — итальянско-американский философ, семиотик и теоретик феминизма, эмерит-профессор Калифорнийского университета в Санта-Крузе.

## Академическая деятельность
Де Лауретис получила докторскую степень в области современных языков и литературы в Университете Боккони в Милане, затем преподавала в высших учебных заведениях Северной Америки и Европы, в том числе Канаде, Германии, Италии и Нидерландах. В 1985 году она стала профессором факультета истории сознания в Калифорнийском университете в Санта-Крузе (США).
В сферу её научных интересов входят постструктурализм, психоанализ, женские, гендерные и квир-исследования, семиотика и теория кино. На её счету более сотни эссе и ряд книг на английском и итальянском языках. В частности, на итальянском она писала об Итало Звево (1976) и Умберто Эко (1981). Дебютная англоязычная книга «В зазеркалье» (англ. Alice Doesn't, 1984) сделала её значимой фигурой не только для феминизма, но и для американского киноведения: задействуя семиологию и психоанализ, она исследует, как через мужской взгляд в кинематографе конструируется образ женщины-объекта, и формулирует концепцию феминистского «ответного взгляда», обращённого на мужчину-субъекта. В другой основополагающей работе «Технологии гендера» (Technologies of Gender, 1987) она развивает теорию сексуальности Мишеля Фуко, доказывая, что гендер — это социальная конструкция, «составной эффект дискурсивных и визуальных репрезентаций», который функционирует схожим образом с идеологией по Луи Альтюссеру. Ближе к концу 1980-х годов её интерес сосредоточился на изучении лесбийской субъектности и сексуальности. Так, в книге «Практика любви» (The Practice of Love, 1994) она критически переосмысливает идеи Зигмунда Фрейда и Жака Лакана, перемещая фокус психоаналитической теории с мужской гетеросексуальности на лесбийское желание. Де Лауретис также писала про научную фантастику. Некоторые её работы вошли в тематические антологии и были переведены как минимум на 14 языков.
Ввела в научный дискурс термин «квир-теория», которому впервые дала определение в 1991 году в спецвыпуске журнала Differences под названием «Квир-теория: лесбийская и гомосексуальная сексуальности» (Queer Theory: Lesbian and Gay Sexualities).
В 2005 году ей была присуждена степень почётного доктора философии Лундского Университета (Швеция).

## Избранные публикации
На итальянском:
- De Lauretis, Teresa. La sintassi del desiderio: struttura e forme del romanzo sveviano. — Ravenna: Longo, 1976. — 175 с.
- De Lauretis, Teresa. Umberto Eco. — Firenze: La Nuova Italia[итал.], 1981. — 111 с.

На английском:
- De Lauretis, Teresa. Alice Doesn't: Feminism, Semiotics, Cinema. — Bloomington: Indiana University Press, 1984. — 238 с. — ISBN 978-0-253-20316-8.
- De Lauretis, Teresa. Technologies of Gender: Essays on Theory, Film, and Fiction. — Bloomington: Indiana University Press, 1987. — 168 с. — ISBN 978-0-253-35853-0.
- De Lauretis, Teresa. Queer Theory: Lesbian and Gay Sexualities An Introduction // Differences[англ.]. — Durham: Duke University Press, 1991. — P. iii–xviii. — doi:10.1215/10407391-3-2-iii.
- De Lauretis, Teresa. The Practice of Love: Lesbian Sexuality and Perverse Desire. — Bloomington: Indiana University Press, 1994. — 358 с. — ISBN 978-0-253-31681-3.
- De Lauretis, Teresa. Figures of Resistance: Essays in Feminist Theory. — Bloomington: University of Illinois Press, 2007. — 320 с. — ISBN 978-0-252-03197-7.
- De Lauretis, Teresa. Freud's Drive: Psychoanalysis, Literature and Film. — London: Palgrave Macmillan, 2008. — 201 с. — ISBN 978-0-230-58304-7.

Переводы на русский:
- Де Лауретис, Тереза. Американский Фрейд // Введение в гендерные исследования. Ч. II: Хрестоматия / пер. с англ. З. Баблояна; под ред. С. В. Жеребкина. — Харьков—СПб.: ХЦГИ—Алетейя, 2001. — С. 23—47. — ISBN 5-89329-422-X.
- Де Лауретис, Тереза. В зазеркалье: женщина, кино и язык // Введение в гендерные исследования. Ч. II: Хрестоматия / пер. с англ. З. Баблояна; под ред. С. В. Жеребкина. — Харьков—СПб.: ХЦГИ—Алетейя, 2001. — С. 738—758. — ISBN 5-89329-422-X.
- Де Лауретис, Тереза. Технология тендера // Гендерная теория и искусство. Антология: 1970—2000 / пер. с англ. А. Патрикеева; под ред. Л. Бредихиной, К. Дипуэлл. — М.: РОССПЭН, 2005. — С. 378—416. — ISBN 5-8243-0595-1.